# Grand Prix Cycliste de Montréal 2012
3. edycja wyścigu kolarskiego Grand Prix Cycliste de Montréal odbyła się w dniu 9 września 2012 roku i liczyła 205,7 km. Start i meta wyścigu znajdowała się w Montrealu. Wyścig ten figurował w rankingu światowym UCI World Tour 2012.
Zwyciężył Norweg Lars Petter Nordhaug, kolarz grupy Team Sky, dla którego był to największy sukces w karierze i pierwszy triumf w wyścigu UCI World Tour 2012. Drugi był Włoch Moreno Moser, a trzeci kolarz rosyjski Aleksandr Kołobniew. 
W wyścigu startowało dwóch Polaków: Michał Gołaś jeżdżący w grupie Omega Pharma-Quick Step (był 82.) i Jarosław Marycz z Team Saxo Bank-Tinkoff Bank, który zajął na mecie 109. miejsce.

## Uczestnicy
Na starcie tego klasycznego wyścigu stanęły 21 ekipy, osiemnaście drużyn jeżdżących w UCI World Tour 2012 i trzy zespoły zaproszone przez organizatorów z tzw. "dziką kartą".
| Numery  | Kod | Drużyna                 |
| ------- | --- | ----------------------- |
| 1-8     | MOV | Movistar Team           |
| 11-18   | GRS | Garmin-Sharp            |
| 21-28   | BMC | BMC Racing Team         |
| 31-38   | EUC | Team Europcar           |
| 41-48   | SKY | Sky Procycling          |
| 51-58   | LIQ | Liquigas-Cannondale     |
| 61-68   | OPQ | Omega Pharma-Quick Step |
| 71-78   | KAT | Team Katusha            |
| 81-88   | OGE | Orica-GreenEDGE         |
| 91-98   | AST | Pro Team Astana         |
| 101-108 | LTB | Lotto-Belisol           |

| Numery  | Kod | Drużyna                     |
| ------- | --- | --------------------------- |
| 111-118 | RAB | Rabobank Cycling Team       |
| 121-128 | RNT | RadioShack-Nissan           |
| 131-138 | EUS | Euskaltel-Euskadi           |
| 141-148 | LAM | Lampre-ISD                  |
| 151-158 | VCD | Vacansoleil-DCM             |
| 161-168 | FDJ | FDJ-BigMat                  |
| 171-178 | ALM | Ag2r-La Mondiale            |
| 181-188 | STB | Team Saxo Bank-Tinkoff Bank |
| 191-198 | COF | Cofidis                     |
| 201-208 | CSM | SpiderTech-C10              |

## Klasyfikacja generalna
| M-ce | Imię i nazwisko      | Kraj       | Drużyna             | Czas         |
| ---- | -------------------- | ---------- | ------------------- | ------------ |
| 1.   | Lars Petter Nordhaug | Norwegia   | Team Sky            | 28h 53' 29"' |
| 2    | Moreno Moser         | Włochy     | Liquigas-Cannondale | + 2"         |
| 3    | Aleksandr Kołobniew  | Rosja      | Team Katusha        | + 2"         |
| 4    | Simon Gerrans        | Australia  | Orica-GreenEDGE     | + 4"         |
| 5    | Edvald Boasson Hagen | Norwegia   | Team Sky            | + 4"         |
| 6    | Björn Leukemans      | Belgia     | Vacansoleil-DCM     | + 5"         |
| 7    | Jürgen Roelandts     | Belgia     | Lotto-Belisol       | + 5"         |
| 8    | Rui Costa            | Portugalia | Team Movistar       | +5"          |
| 9    | Luca Paolini         | Włochy     | Team Katusha        | + 5"         |
| 10   | Tony Gallopin        | Francja    | RadioShack-Nissan   | + 5"         |